# Schönbornkapelle

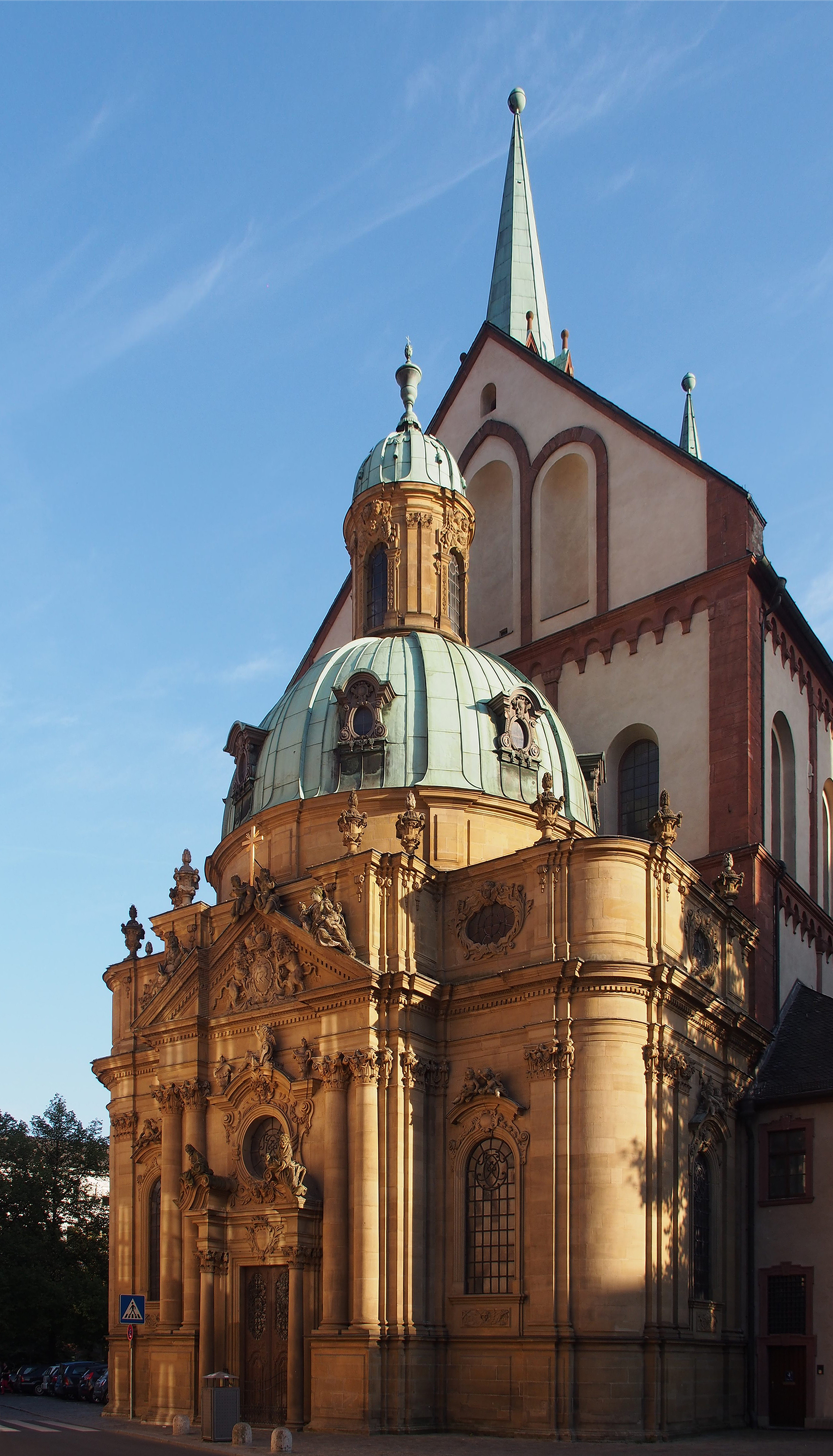
Schönbornkapelle am Dom St. Kilian

Die sogenannte Schönbornkapelle am nördlichen Querhaus des Würzburger Doms wurde ab 1721 im Wesentlichen von Balthasar Neumann im Auftrag von Johann Philipp Franz von Schönborn bis 1724 (Rohbau) und von 1731 bis 1736 von Friedrich Carl von Schönborn als Grablege für die Familie Schönborn errichtet.

## Baugeschichte

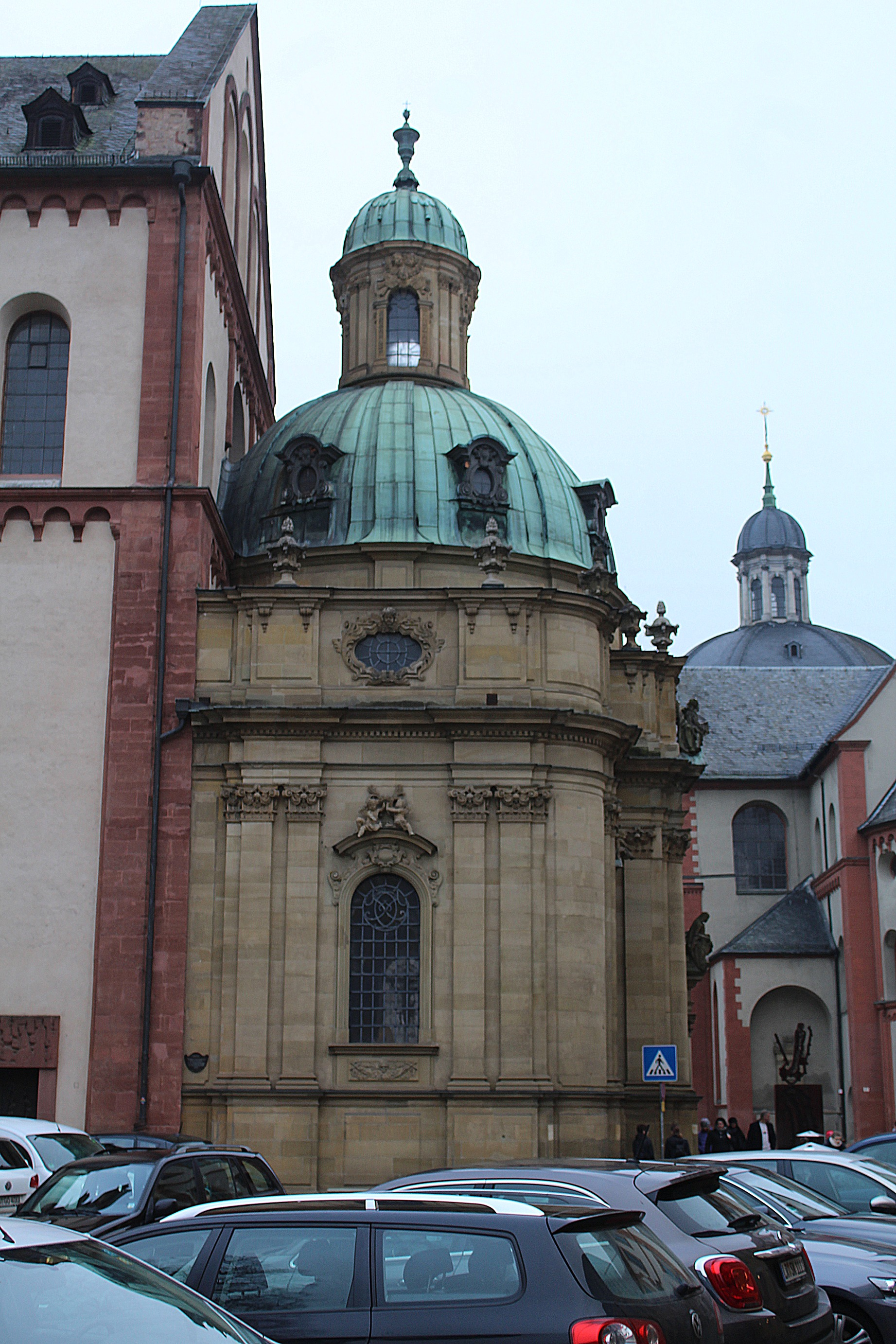
Schönbornkapelle, von Osten gesehen

Die aus einem runden Zentralbau (Rotunde) mit zwei Annexen bestehende Schönbornkapelle ist an das nördliche Querhaus des romanischen Kiliansdoms angebaut, wo sie eine ältere Kapelle ersetzte. Auftraggeber war Johann Philipp Franz von Schönborn, Maximilian von Welsch fertigte Pläne an. Ab 1721 wurde mit dem Bau begonnen, 1723 wurden die Pläne von Balthasar Neumann überarbeitet und 1724 der Rohbau fertiggestellt. An den Modifikationen war fraglich auch Johann Lukas von Hildebrandt beteiligt. Die Weihe erfolgte 1736. Die Schönbornkapelle gilt als eine der schönsten barocken Raumschöpfungen in Deutschland. Die Ausstattung erfolgte von 1733 bis 1738 durch Hofkünstler. Antonio Giuseppe Bossi fertigte 1734 die Marmor-Stuckaturen. Von ihm stammt auch eine bedeutende, die sogenannten Hausmadonnen Würzburgs inspirierende Stuckstatue der Immaculata vom bischöflichen Privataltar auf der Empore über dem Hauptaltar. Die Fresken schuf (zum Teil mit Johann Thalhofer und Anton Joseph Högler) der Hofmaler Johann Rudolf Byss. Nach Entwürfen von Johann Wolfgang van der Auwera wurden in Massa-Carrara sechs weiße Marmorstatuen für die Seitenaltäre und den Hauptaltar geschaffen. Die plastische Ausstattung der Anräume stammt von dem Hofbildhauer Claude Curé.
Die von Federico Bencovich aus Venedig geschaffene Altarblätter wurden 1752 durch solche von Tiepolo ersetzt und gingen selbst verloren.
In der Schönbornkapelle wurden Friedrich Carl von Schönborn, Fürstbischof von Würzburg und Bamberg sowie Reichsvizekanzler († 1746), und der Bauherr Johann Philipp Franz von Schönborn, der 1719 zum Bischof von Würzburg gewählt worden war († 1724), bestattet. Die Schönbornkapelle ist vom Mittelbau der Würzburger Residenz aus durch die Hofstraße zu sehen, sodass die Schönborns ihre Grablege immer vor Augen hatten.
Zudem wurde in der Schönbornkapelle Theodolinde Charlotte Luise (1816–1817), Tochter des späteren Königs Ludwig I. (Bayern) bestattet, die in der Zeit verstarb, zu der Ludwig I. als Kronprinz in Würzburg weilte.
Die Schönbornkapelle ist eines der historischen Gebäude in Würzburg, die auf der Vorderseite des 50-Mark-Scheins der vierten Serie links neben dem Porträt von Balthasar Neumann zu sehen sind.

## Literatur

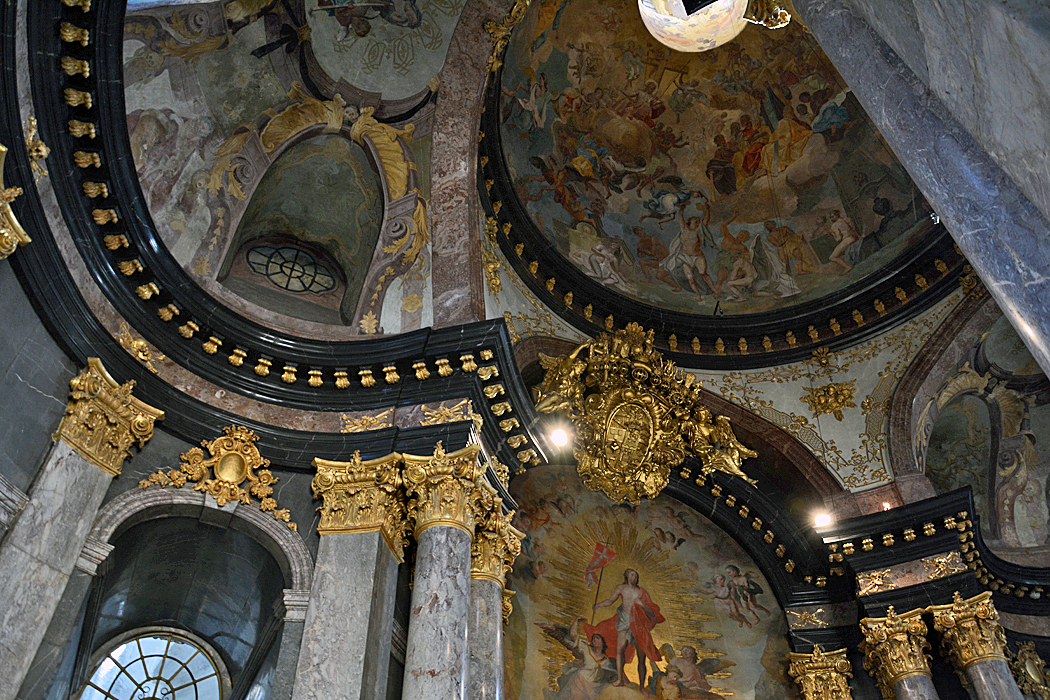
Schönbornkapelle, Innenansicht mit Stucco lustro und Blattvergoldungen